# 貝爾肖 (印第安納州)
貝爾肖（英語：Belshaw）是位於美國印地安納州萊克縣的一個非建制地區。該地的面積和人口皆未知。